# Alpos
 (août 2023).
Dans la mythologie grecque, Alpos (en grec ancien Ἄλπος / Álpos) est un Géant, fils de Gaïa (la Terre) ; il est tué par Dionysos.

## Mythologie
Alpos ne figure que dans les Dionysiaques, l'épopée en vers du poète antique grec Nonnos de Panopolis, composée probablement entre 450 et 470 et qui relate les origines, l'enfance et les exploits du dieu Dionysos.
Alpos réside en Sicile, au Cap Peloro ou cap Faro, à la pointe nord-est de l'île, qui commande l'entrée du détroit de Messine. Il est si énorme qu'il peut toucher le soleil et la lune, et ses cheveux sont faits de serpents semblables à ceux de Méduse. Il suscite la terreur dans l'île ; il tue ceux qui l'approchent en les écrasant sous des rochers et les dévore.
Alpos attaque Dionysos, qui le tue en lui transperçant la gorge de son thyrse. Dionysos agit en dieu justicier, qui fait périr les criminels.
Mortellement blessé, Alpos tombe à la mer et soulève une vague « autour de la roche de Typhon, inonde les flancs réchauffés de la couche où git son frère ».
Il n'est pas tranché si Nonnos reproduit dans son poème un mythe local ou si le géant est issu de son invention.

### Sources antiques
- Nonnos de Panopolis, Dionysiaques [détail des éditions] [lire en ligne] (XXV, vers 237-241 ; XLV, vers 172-215 et XLVII, vers 626-627).

### Études
- (de) Otto Crusius, « Alpos », dans : Wilhelm Heinrich Roscher, dir. Ausführliches Lexikon der griechischen und römischen Mythologie, Leipzig, 1886, vol. I, col. 2861 Lire en ligne dans Wikisource.
- Pierre Grimal, « Alpos », dans : Dictionnaire de mythologie grecque et romaine, Paris, Presses universitaires de France, 1994, p. 30.